# Rice Lake (thị trấn), Wisconsin
Rice Lake là một thị trấn thuộc quận Barron, tiểu bang Wisconsin, Hoa Kỳ. Năm 2010, dân số của thị trấn này là 2.941 người.